# دمیترو شوتکوف
دمیترو شوتکوف (اوکراینی: Дмитро Шутков؛ زادهٔ ۳ آوریل ۱۹۷۲) یک ورزشکار اهل اوکراین است.
از باشگاه‌هایی که در آن بازی کرده‌است می‌توان به شاختار دونتسک اشاره کرد.
وی همچنین در تیم ملی فوتبال اوکراین بازی کرده است.